# Leucochimona icare
Espèce
Leucochimona icare est une espèce d'insectes lépidoptères (papillons) appartenant à la famille des Riodinidae et au genre Leucochimona.

## Taxonomie
Leucochimona icare a été décrit par Jacob Hübner en 1819 sous le nom de Mesosemia icare.

### Noms vernaculaires
Leucochimona icare se nomme Icare Eyemark en anglais.

### Sous-espèces
- Leucochimona icare icare ; présent en Guyane, en Guyana et au Surinam.
- Leucochimona icare matatha (Hewitson, 1873) ; présent au Brésil.
- Leucochimona icare nivea (Godman & Salvin, 1885) ; présent en Bolivie
- Leucochimona icare polita Stichel, 1910 ; présent en Colombie
- Leucochimona icare subalbata (Seitz, 1913) ; présent en Bolivie[1].

## Description
Leucochimona icare est un papillon à l'apex des ailes antérieures angulaire, blanc orné de rayures grises parallèles à la marge.

## Écologie et distribution
Leucochimona icare est présent en Amérique du Sud sous forme de quatre isolats en Guyane, Guyana, au Surinam, en Colombie, en Bolivie et au Brésil .

### Protection
Pas de statut de protection particulier.